# 스트랜라 FC
스트랜라 FC(Stranraer Football Club, Stranraer F.C.)는 1870년에 창단된 스코틀랜드 스트랜라의 축구 클럽으로, 현재 스코틀랜드 풋볼 리그 3부에서 활동하고 있다.

## 성적
- 스코틀랜드 챌린지 컵 우승 1회 (1996)
- 스코틀랜드 풋볼 리그 2부 우승 2회 (1994, 1998)
- 스코틀랜드 풋볼 리그 3부 우승 1회 (2004)

## 선수 명단

### 현역
- 스콧 로버트슨(2013 ~ 2018, 2019 ~ )
- 토마스 오어(2020 ~ 2021, 2023 ~ )